# PEACE&LOVE/Flapping wings
『PEACE&LOVE/Flapping wings』（ピース アンド ラブ／フラッピング ウィングス）は、cluppoの1作目のシングル。2021年8月10日にポニーキャニオンより発売された。

## 概要
- cluppo初のCD作品である。
- 3900枚の数量限定で特設サイトのみでの販売となっている[3]。
- シングルのリリースに合わせて「Flapping wings」のミュージックビデオが公開された。ミュージックビデオには、吉田昇吾（UNCHAIN）、田邊有希（ex-BRADIO）、ナガイケジョー（Scoobie Do）が出演している[4]。
- 発売日同日に、配信でのリリースもされている[5]。

## 収録曲
| #  | タイトル           | 作詞・作曲 | 編曲 |
| -- | ------------------ | ---------- | ---- |
| 1. | 「PEACE&LOVE」     | cluppo     | Crow |
| 2. | 「Flapping wings」 | cluppo     | Crow |